# Pseudemoia cryodroma
Espèce
Pseudemoia cryodroma est une espèce de sauriens de la famille des Scincidae.

## Répartition
Cette espèce est endémique du Victoria en Australie.

## Étymologie
Le nom spécifique cryodroma vient du grec kruos, le givre, et de dromas, le coureur, en référence à la répartition de ce saurien dans des endroits froids.

## Publication originale
- Hutchinson & Donnellan, 1992 : Taxonomy and genetic variation in the Australian lizards of the genus Pseudemoia (Scincidae Lygosominae). Journal of Natural History, vol. 26, no 1, p. 215-264.